# Bim Bum Bam siamo qui tutti e tre/Ciao, Ciao siamo tutti tuoi amici
Bim Bum Bam siamo qui tutti e tre/Ciao, Ciao siamo tutti tuoi amici è un singolo pubblicato su 45 giri, inciso dalla Five Record nel 1988.
La canzone Bim Bum Bam siamo qui tutti e tre è cantata da Paolo Bonolis, Manuela Blanchard e il pupazzo Uan (Giancarlo Muratori). Ad oggi è l'unica sigla di questa trasmissione a non avere il basso elettrico, in quanto è presente il contrabbasso. Invece la canzone Ciao, Ciao siamo tutti tuoi amici è cantata da Debora Magnaghi e il pupazzo Four (Pietro Ubaldi). A differenza della sigla del programma Bim Bum Bam dello stesso anno, la sigla del programma Ciao Ciao ha il basso elettrico.
Questa due canzoni sono state scritte da Alessandra Valeri Manera, su musica e arrangiamento di Vincenzo Draghi. Entrambe vedono la partecipazione dei Piccoli Cantori di Milano diretti da Niny Comolli e Laura Marcora. Vengono pubblicate nell'album Fivelandia 6 – Le più belle sigle originali dei tuoi amici in TV, del 1988.